# 荻原俊男
荻原 俊男（おぎはら としお、1944年1月16日 - ）は、日本の医学者。森ノ宮医療大学名誉学長。元大阪大学医学部附属病院 病院長、大阪大学名誉教授。群馬県太田市出身。

## 経歴
1944年（昭和19年）、群馬県太田市出身。1962年（昭和37年）3月に長野県上田高等学校卒業、1968年（昭和43年）3月25日に大阪大学医学部を卒業する。1970年（昭和45年）1月16日に大阪府立成人病センター調査部にて勤務する傍ら、その頃に大阪大学第1内科・臨床検査部の熊原雄一助教授（当時、後の臨床診断学教授）が率いていた内分泌研究室へ出入りしていたことから研究の道に進むきっかけとなった。1973年（昭和48年）4月1日より大阪大学医学部附属病院中央臨床検査部医員となり、その途中には1974年（昭和49年）1月18日から翌年6月末まで米国アリゾナ大学内科研究員として留学している。荻原は現地にてNugent教授より内分泌学や高血圧臨床の手ほどきを受けたことが本格的な高血圧研究を行う契機になったと回顧している。
1976年（昭和51年）6月1日に大阪大学医学部老年病医学講座助手となり、1981年（昭和56年）8月16日に同大学講師、1984年（昭和59年）5月16日同大学助教授、1988年（昭和63年）12月1日同大学教授（老人科長併任）と昇進する。2004年（平成16年）4月には大阪大学医学部附属病院病院長に転任し、2005年（平成17年）4月には大阪大学総長補佐になる。2007年（平成19年）4月には定年退官により大阪大学名誉教授となり、大阪府立急性期・総合医療センター院長に就任する。急性期・総合医療センターでは、阪大病院での経験を受けて救命救急センターの開設に踏み切った。2011年（平成21年）4月より森ノ宮医療大学学長（大学院保健医療学研究科教授兼任）に就任する。学長となった荻原は学校法人森ノ宮医療学園理事長である清水尚道ととも大学の発展に尽力し、協働性と柔軟性を大事にする姿勢でリーダーシップを発揮していった。2021年（令和3年）4月1日付けで学長の任期満了に伴い学長職を退任し、同日付けで名誉学長に就任する。同年、瑞宝中綬章受章。

## 研究
高血圧の成因やその治療に関する研究を一環として行っており、老年者高血圧のガイドラインの作成や、作成委員長として高血圧治療ガイドライン（JSH2009）の成立に尽力した。特にレニン・アンジオテンシン系を中心に、アルドステロン測定法の開発やレニン・アンジオテンシン系阻害薬の臨床応用を起点に分子生物学的手法を導入し、高血圧のほか糖尿病や老年病などの遺伝子解析を行った。その解析結果から高血圧発症遺伝子の探索や循環器疾患の遺伝子治療に関するテーマを中心に行っている。

## 著書

### 編集
- 『日常臨床に役立つ高血圧診療のエビデンス』先端医学社、2008年1月。ISBN 978-4884074357。
- 『老年医学』朝倉書店、2003年6月。ISBN 978-4254322057。
- 『ベッドサイドの老年診断学』南山堂、1994年。ISBN 978-4-525-20841-7。

### 監修
- 『予防とつきあい方シリーズ 高血圧・糖尿病―生活習慣病』（第2版）メディカルレビュー社、2006年12月。ISBN 978-4779200632。
- 『高血圧とつきあうコツ』フジメディカル出版、2003年9月。ISBN 978-4939048241。
- 『HGFはHappy Growth Factorか?』メディカルレビュー社、1999年1月5日。ISBN 978-4896002683。